# Księża Wólka
Księża Wólka – wieś w Polsce położona w województwie łódzkim, w powiecie poddębickim, w gminie Pęczniew.

## Historia
Wola Rozworzyna (Księża Wólka) była wsią arcybiskupstwa gnieźnieńskiego w powiecie szadkowskim województwa sieradzkiego w końcu XVI wieku.  W latach 1975–1998 miejscowość administracyjnie należała do województwa sieradzkiego.
We wsi w 1949 urodził się Wojciech Frątczak – polski duchowny rzymskokatolicki, historyk, profesor Wyższego Seminarium Duchownego we Włocławku, adiunkt na Uniwersytecie Mikołaja Kopernika i wikariusz generalny diecezji włocławskiej.
| SIMC    | Nazwa            | Rodzaj    |
| ------- | ---------------- | --------- |
| 0709951 | Siedliska        | część wsi |
| 0709968 | Sowizna          | część wsi |
| 0709974 | Wólka Łyszkowska | część wsi |
| 0709980 | Wólka Smolana    | część wsi |